# Nollen

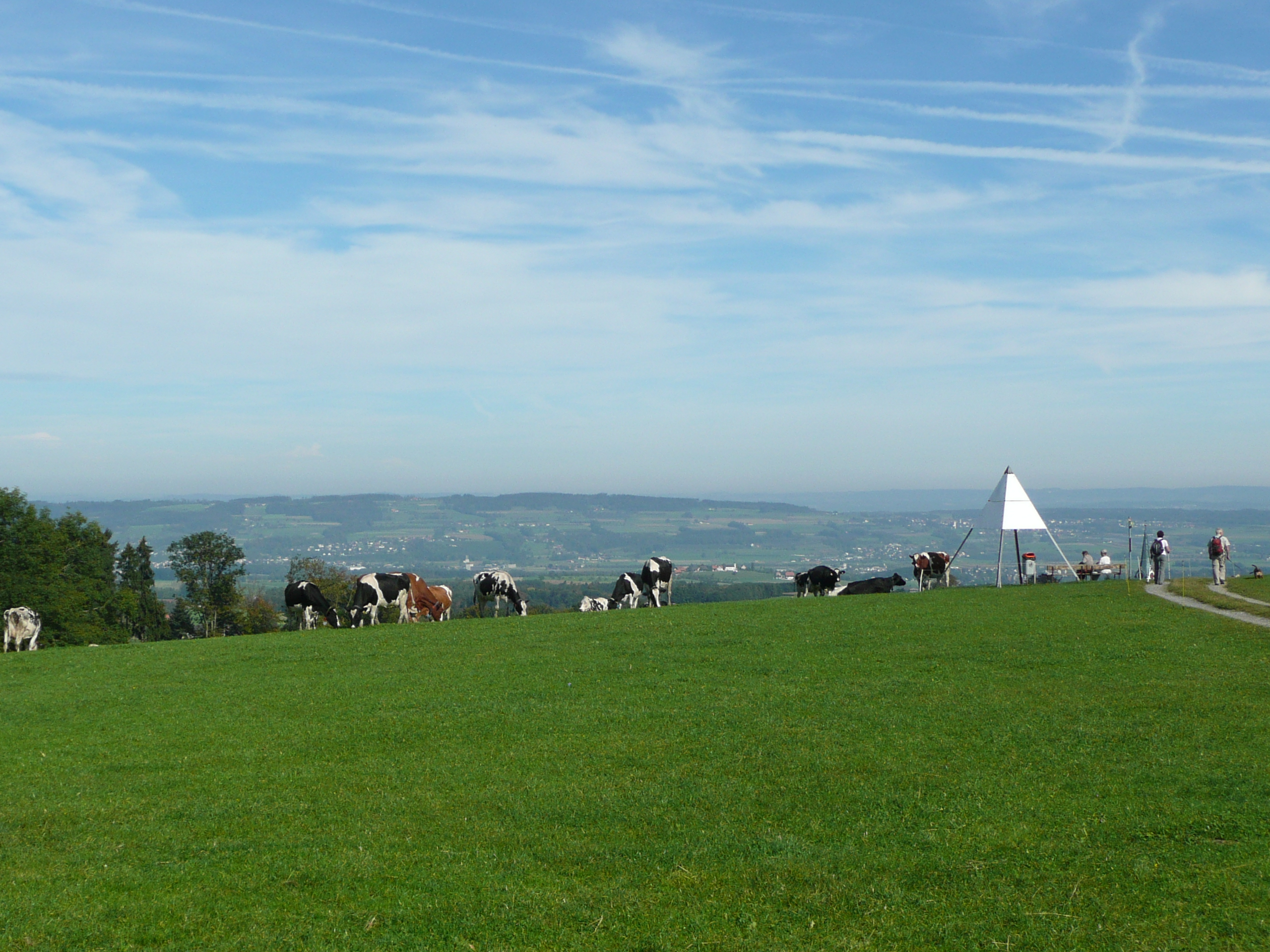
Triangulationspunkt auf dem Nollen

Luftbild (1949)

Der Nollen (auch: Nole) ist ein Hügel in der Gemeinde Wuppenau im Kanton Thurgau, Schweiz. Er hat eine Höhe von 735 Meter und liegt auf einem Plateau zwischen dem thurgauischen und sanktgallischen Thurtal.
Durch seine Rundumsicht auf den Bodensee, die Alpen und den Hegau ist er ein beliebtes Ausflugsziel in der Region. Er wird auch als „die Rigi des Thurgaus“ bezeichnet. Früher war er als Triangulationspunkt von Bedeutung.
Der Name Nollen stammt vom althochdeutschen Wort „hnol“ oder „chnol“ ab, was so viel wie Knollen bedeutet. Seine sanften Rundungen erinnern mehr an eine Knolle als einen Berg.

## Tourismus
Auf dem Nollen befindet sich ein Hotel mit Restaurant. Seit 1975 wird an der Nordseite ein kleiner Skilift betrieben.
Über den Nollen führen von Wanderland Schweiz die regionale Route 79 „Thurgauer Panoramaweg“, Abschnitt Amriswil – Bischofszell sowie der „Vermessungsweg“ von Weinfelden nach Hosenruck. Um den Nollen führt ein Barfussweg.